# Ousse-Suzan
Ousse-Suzan (gaskonsko Ossa e Susan) je naselje in občina v francoskem departmaju Landes regije Akvitanije. Naselje je leta 2009 imelo 240 prebivalcev.

## Geografija
Kraj leži v pokrajini Gaskonji 25 km severozahodno od Mont-de-Marsana.

## Uprava
Občina Ousse-Suzan skupaj s sosednjimi občinami Arengosse, Arjuzanx, Garrosse, Lesperon, Morcenx, Onesse-et-Laharie, Sindères in Ygos-Saint-Saturnin sestavlja kanton Morcenx s sedežem v Morcenxu. Kanton je sestavni del okrožja Mont-de-Marsan.

## Zanimivosti
- cerkev sv. Blaža, Ousse, iz 18. stoletja,
- cerkev sv. Janeza Krstnika, Suzan, iz 12. do 18. stoletja.

- Cerkev Janeza Krstnika
- Cerkev sv. Blaža